# Orė
Orė je potok na západě Litvy (Telšiaiský kraj) v Žemaitsku na Žemaitijské vysočině. Pramení 1 km na západ od obce Prūsaliai, na západ od města Plungė. Říčka teče směrem západojihozápadním. Protéká neobydlenou oblastí. Do řeky Minija se vlévá naproti vsi Pakutuvėnai jako její pravý přítok 125,1 km od jejího ústí do Atmaty.

## Přítoky
Nemá významnější přítoky.